# Pompignac
Pompignac ist eine französische Gemeinde mit 3.485 Einwohnern (Stand 1. Januar 2022) im Département Gironde in der Region Nouvelle-Aquitaine. Sie liegt im Einzugsgebiet der Stadt Bordeaux in der Landschaft Entre-Deux-Mers und gehört zum Kanton Créon im Arrondissement Bordeaux. Das Gemeindegebiet wird vom Flüsschen Laurence durchquert.

## Bevölkerungsentwicklung
| Jahr                       | 1962 | 1968 | 1975 | 1982 | 1990 | 1999 | 2007 | 2017 |
| Einwohner                  | 721  | 749  | 1222 | 1640 | 2355 | 2529 | 2542 | 2980 |
| Quellen: Cassini und INSEE |      |      |      |      |      |      |      |      |

## Sehenswürdigkeiten

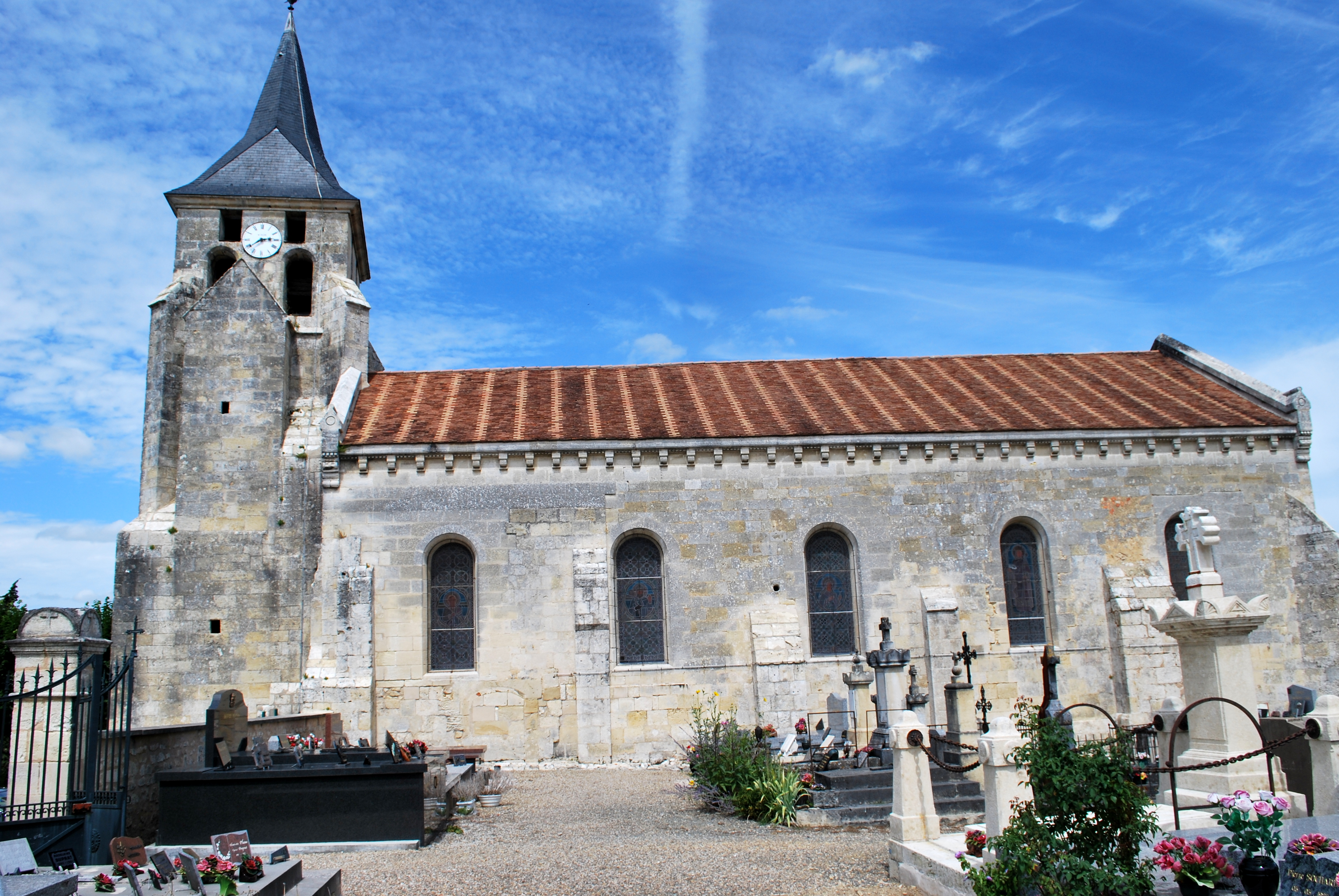
Kirche Saint-Martin

- Kirche Saint-Martin